# 仓山区

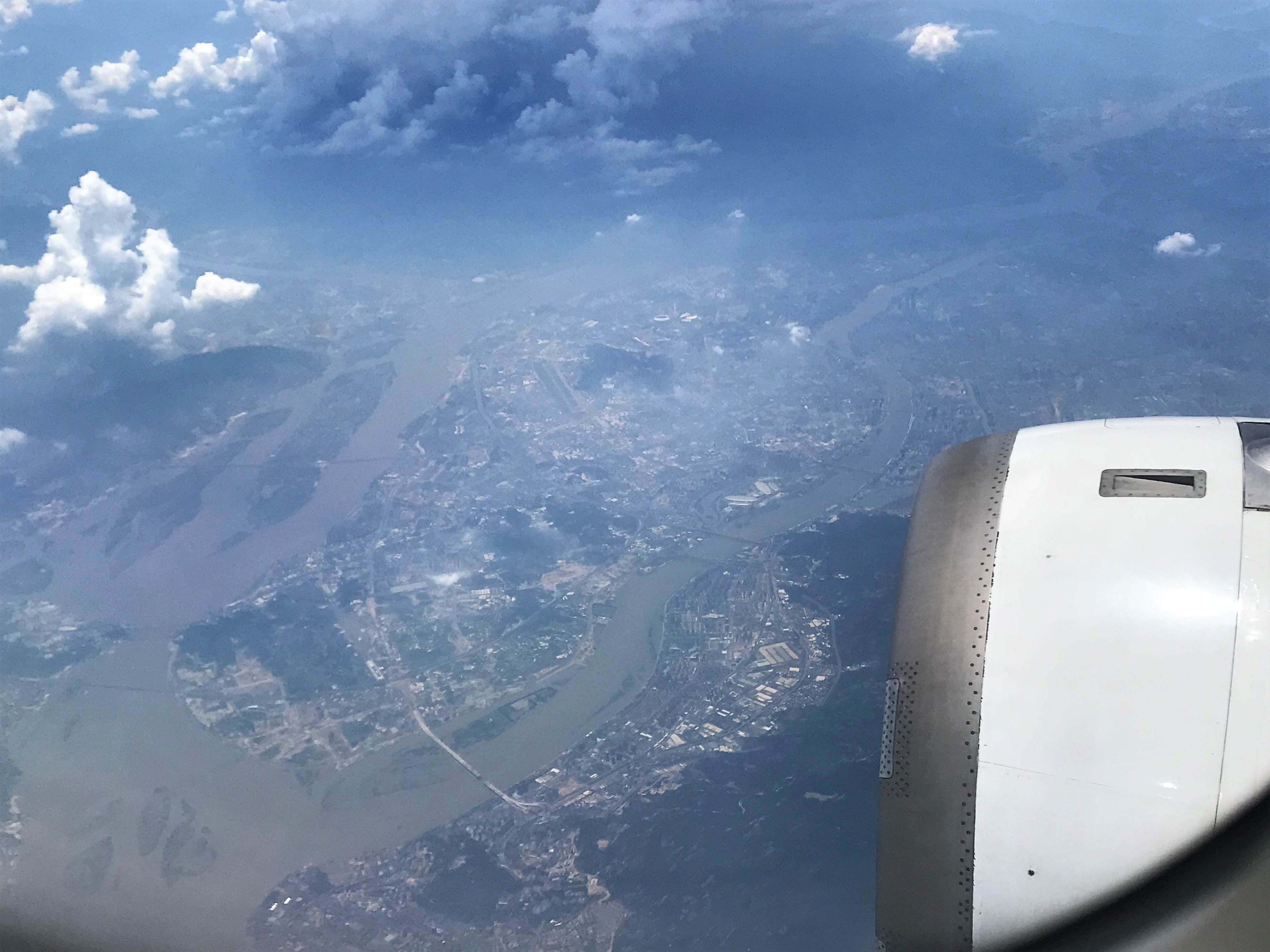
从空中俯瞰仓山区

仓山区（平話字：Chŏng-săng，閩拼：coung55-nang55）是中华人民共和国福建省福州市的市辖区之一，位于闽江南面的一片区域，古稱為「瓜藤山」，民國以後俗稱「倉前山」，是福州『老五区』中的五個老城区之一。倉山區大部分原為農田，後于民末伊始農業發展迅速，改革開放後工廠林立，但之後逐年搬遷，工廠開始拆遷或改建成住宅，倉山區東南端則有大量城中村，数量之冠仅次于晉安區。区人民政府驻金山街道閩江大道236號。

## 名稱來由
仓山，即倉前山，今名煙臺山，古名瓜藤山、天寧山，俗称藤山。
北宋，王祖道於山上興建崇寧寺。政和元年（1111年），崇寧寺改名「天寧萬壽禪寺」，故又名「天宁山」。
元末，福州府为加强江防，在藤山顶峰设煙燉，与中洲炮垒相呼应，故名「烟台山」。
明洪武年间，山北麓始建盐仓，该地俗称「盐仓前」，藤山遂被称为「仓前山」，简称仓山，区名由此而来。

## 歷史沿革
唐，倉山境域隸屬於閩縣及侯官縣。
宋至明中期，分屬於閩縣和懷安縣。
明萬曆八年（1580年），懷安縣併入侯官縣，倉山境域分屬閩縣和侯官縣。以龍峯山和望北台為界，以東屬閩縣，以西屬侯官縣。
1842年，中英《南京条约》签定后，福州被列为“五口通商”的港口之一，仓山区因而成为是历史上有名的领事使馆区，外贸基地及航运中心。
1844年至1903年，一共有英、美、法、俄、日本、荷兰、葡萄牙、西班牙等17个国家在仓山设立了领事馆或代办处。
民國二年（1913年），閩縣與侯官縣合併成立閩侯縣，倉山境域屬閩侯縣。
民國六年（1917年），福州省會警察廳成立，倉山境域行政上屬閩侯縣和省會警察廳第五署雙重管轄。
民國三十四年（1945年）10月，福州市國民政府成立，同時成立倉山區公所。
1950年1月，林森縣（閩侯縣）一區的白湖、雙湖2個鄉劃入倉山區。
同年5月，設水上區，轄閩江洪山橋至魁岐水域。
1955年3月，市郊蓋山的美墩、中墩、程厝邊、長安、塔仔裏、洋洽、新成裏、白鷺嶺劃入。
同年5月，水上區與倉山區合併。
1960年3月，市郊蓋山公社劃入，面積30多平方公里，次年6月又劃出倉山區。
1968年9月，倉山區因“文化大革命”運動更名為朝陽區，同時成立革命委員會。
1970年2月，郊區朝陽（蓋山）公社、建新公社、市紅星農場、閩侯縣城門公社劃入，總面積增至112平方公里，包括整個南台島。
1975年5月，又劃出朝陽區（倉山區）。
1978年4月，朝陽區複名倉山區。全區有4個街道及水上工作辦事處，下轄40個社區。
1986年11月，成立三叉街街道。
1988年5月，撤水上工作辦事處，成立對湖街道，全區共有6個街道，下轄70個社區。
1996年1月，福州市區劃調整，晉安區的倉山、蓋山、城門、建新、螺洲5個鎮劃歸倉山區，轄區擴至整個南台島，面積擴至142平方公里。

## 人口
2020年，倉山区常住人口数为115.0万人。

## 地理
- 仓山区位于福州市区南部；包括南台岛全部，和闽江上部分沙洲，四面以闽江南、北港分别与鼓楼区、台江区、晋安区、马尾区、长乐区、闽侯县为界，面积约142平方公里。[3]

- 闽江流到怀安分为两支——北港通常称闽江（又称台江、白龙江），南港称作乌龙江；两者在马尾再度汇合后注入台湾海峡。仓山区北隔闽江望台江区，南隔乌龙江遥望闽侯县尚干镇，青口镇。[4]

- 境内多山丘坡地，高盖山、长安山、烟台山等贯穿中、北部，东部有黄山、城门山等。主岛南台岛内风景秀丽、气候宜人，历史上曾于烟山南麓遍植梅树，素有“琼花玉岛”的美称。古时，就有“十里花为市，千家梅作林”的繁华。当年，在现在梅坞、麦顶、塔亭路的三岔路口方圆五公里内皆是梅林；每年冬季，全城百姓，携老带幼，赏花、观梅、吟诗，为全年一大盛事。[5]

## 行政区划
仓山区下辖8个街道办事处、5个镇：
仓前街道、东升街道、对湖街道、临江街道、三叉街街道、上渡街道、下渡街道、金山街道、仓山镇、城门镇、盖山镇、建新镇、螺洲镇和红星农场。
其中，城门、盖山和义序组成的部分又称之为规划中的东部新城。
注：红星农场(虚拟乡镇)。
2003年，随着金山新区的开发，在原来仓山建新镇中分离出金山街道，街道办事处位于金山大桥南侧榕城广场对面。

## 教育
仓山区是福州著名学区。自1980年被中華人民共和國国务院批准为福州市文化居住区以来，区内新建和扩建少年宫、文化馆、图书馆、科技馆等一批文化设施。特别是国家投资在区西南部有新办30多所大、中专院校和干部学校。

### 高等院校
- 福建师范大学仓山校区
- 福建农林大学金山校區
- 福建华南女子职业学院

### 中等职业学校
- 福州市体育学校
- 福建省农业学校
- 福建省交通职业技术学院
- 福建警察学院
- 福建第二轻工业学校
- 福建经济学校
- 福建商贸学校
- 福州财政金融职业中专学校
- 福建江夏学院首山校区（原福建省銀行學校）

### 中学
- 福建師範大學附屬中學
- 福州高级中学
- 福州江南水都中学
- 福州金山中学
- 福州外国语学校
- 福州第十六中学
- 福州时代中学
- 福州第四十中學
- 福州城门中学
- 福州盘屿中学
- 福州第八中學三江口校區

### 小学
- 麦顶小学
- 仓山小学
- 仓山实验小学
- 福建师范大学附属小学
- 福州盘屿小学
- 福州市仓山区教师进修学校附属第一小学
- 福州市施程小学

## 医疗机构
- 福州市第二医院（塔亭医院）
- 福州市第三医院（鹤龄医院）
- 福州市第四医院（福州神经精神病防治院）
- 福州肺科医院
- 福建师范大学医院
- 仓山区中医院
- 城南医院

## 交通

### 桥梁
- 仓山区位于南台岛上，与台江区和鼓楼区的洪山镇隔闽江对望；目前，两岸之间有11座大桥相连（自西向东）：
  - 淮安大桥，洪山大桥，金山大桥，尤溪洲大桥，三县洲大桥，解放大桥，闽江大桥，鳌峰洲大桥，鼓山大桥，魁浦大桥及三江口大桥。
- 仓山区南面乌龙江，与南岸的闽侯县和长乐区之间有以下8座大桥相连（自西向东）：
  - 洪塘大桥，橘园洲大桥，浦上大桥，湾边大桥，螺洲大桥，乌龙江大桥，乌龙江特大桥及道庆洲大桥。

### 高速公路
- 沈海高速
- 福州联络线
- 福州南接线

### 地铁
- 1号线：上藤站 - 三叉街站 - 白湖亭站 - 葫芦阵站 - 黄山站 - 排下站 - 城门站 - 三角埕站 - 胪雷站 - 福州火车南站站 - 安平站 - 梁厝站 - 下洋站 - 三江口站
- 2号线：桔园洲站 - 洪湾站 - 金山站 - 金祥站
- 4号线：花海公园站 - 會展中心站 - 林浦站 - 螺洲溫泉站 - 帝封江站
- 5号线：农林大学站 - 洪塘站 - 阵坂站 - 马榕站 - 金山站 - 凤岗里站 - 浦上大道站 - 霞镜站 - 东岭站 - 台屿站 - 盘屿站 - 吴山站 - 盖山竹榄站 - 义序站 - 帝封江站 - 螺洲古镇站
- 6号线：潘墩站 - 林浦站 - 樟岚站 - 梁厝站 - 下洋站

#### 在建線路及車站
- 4号线：半洲站 - 建新站 - 洪塘站
- 滨海快线：三叉街站 - 蓋山站（预留车站） - 帝封江站

### 机场
- 福州义序机场（军用機場）

### 交通主干道
- 金山大道，连江南路，六一南路，闽江大道，南江滨路（含南江滨休闲路、南江滨西大道和南江滨东大道竣工部分），上三路，福湾路，盘屿路，义序路，则徐大道，浦上大道，福峡路（原324国道），南二环路，南三环路（洪湾路-福峡路），南台大道。

### 交通路口
- 梅坞口，白湖亭，三叉街口，六一南路环岛（“三只凤凰”）。

### 铁路
- 已建成沿海铁路枢纽福州南站(位于城门镇胪雷村)，温福铁路、福厦高铁穿过南台岛。

## 商业网点
- 麦德龙超市（METRO）
- 永辉（汇达）超市
- 拓福建材市场
- 国美电器（三叉街）分店
- 新西营里农贸市场
- 利嘉国际商业城
- 仓山万达广场
- 山姆會員商店

## 休闲设施
- 煙台山
- 高盖山公园
- 闽江公园（南园）
- 金山公园
- 乌龙江湿地公园
- 福州海峡奥林匹克体育中心
- 榕城广场
- 则徐广场

## 名胜古迹
- 金山寺
- 陈靖姑“十锦祠”
- 蔡襄纪念馆
- 泛船浦天主教堂
- 福州圣约翰堂
- 万国俱乐部
- 美国驻福州领事馆遗址
- 湖际郑涓墓，宋代古墓葬，位于仓山区城门镇湖际村湖际山脚。郑涓，闽县城门村人，官至枢密院右丞相

## 文化
仓山区的陈靖姑信俗被列入国家级非物质文化遗产名录。